# Anthidium palliventre
Anthidium palliventre es una especie de abeja del género Anthidium, familia Megachilidae. Fue descrita científicamente por Cresson en 1878.

## Sinónimos
Los sinónimos de esta especie incluyen:
- Anthidium pallidiventre Dalla Torre, 1896, emend
- Anthidium californicum Cresson, 1879
- Anthidium palliventre vanduzeei Cockerell, 1937

## Distribución geográfica
Esta especie habita en América Media y del Norte.